# Irina Bykowa
Irina Bykowa (* 6. Juli 1993 in Pawlodar) ist eine kasachische Skilangläuferin.

## Werdegang
Bykowa startete international erstmals im Januar 2014 bei den U23-Weltmeisterschaften 2014 im Fleimstal. Dort belegte sie den 45. Platz im Sprint und den 39. Rang über 10 km klassisch. Im folgenden Jahr errang sie bei den U23-Weltmeisterschaften 2015 in Almaty den 28. Platz im Sprint, den 24. Platz über 10 km Freistil und den 21. Platz im Skiathlon. Im Skilanglauf-Weltcup debütierte sie zu Beginn der Saison 2015/16 bei der Weltcup Minitour in Ruka, die sie auf dem 72. Platz beendete. Bei den U23-Weltmeisterschaften 2016 in Rasnov kam sie auf dem 44. Platz im Sprint, auf den 33. Rang über 10 km Freistil und auf den 20. Platz über 10 km klassisch. Nach Platz 63 zu Beginn der Saison 2016/17 bei der Weltcup Minitour in Lillehammer, holte sie bei der Winter-Universiade 2017 in Almaty die Silbermedaille mit der Staffel. Ihre besten Ergebnisse bei den Nordischen Skiweltmeisterschaften 2017 in Lahti waren der 46. Platz im Skiathlon und der 12. Rang mit der Staffel und bei den Nordischen Skiweltmeisterschaften 2019 in Seefeld in Tirol der 41. Platz über 10 km klassisch und der 15. Rang mit der Staffel. Nach Platz 62 beim Ruka Triple zu Beginn der Saison 2019/20, holte sie bei der Tour de Ski 2019/20 mit dem 40. Platz ihre ersten Weltcuppunkte und errang zum Saisonende den 49. Platz bei der Skitour.
In der Saison 2020/21 wurde Bykowa kasachische Meisterin im 15-km-Massenstartrennen und lief bei den Nordischen Skiweltmeisterschaften 2021 in Oberstdorf auf den 50. Platz im Skiathlon, auf den 40. Rang im 30-km-Massenstartrennen sowie auf den 11. Platz mit der Staffel. Bei den Olympischen Winterspielen im folgenden Jahr in Peking kam sie auf den 68. Platz im Sprint, auf den 54. Rang im 30-km-Massenstartrennen und auf den 15. Platz mit der Staffel.